# Carbasea
Carbasea is een mosdiertjesgeslacht uit de  familie van de Flustridae en de orde Cheilostomatida. De wetenschappelijke naam werd in 1848 voor het eerst geldig gepubliceerd door Gray.

## Soorten
- Carbasea capitata Canu & Bassler, 1928
- Carbasea carbasea (Ellis & Solander, 1786)
- Carbasea curva (Kluge, 1914)
- Carbasea desbruyeresi d'Hondt & Redier, 1977
- Carbasea elegans Busk, 1852
- Carbasea indivisa Busk, 1852
- Carbasea laterogranulata d'Hondt & Gordon, 1999
- Carbasea linguiformis Harmer, 1926
- Carbasea macropora Hasenbank, 1932
- Carbasea mawatari Gontar, 1993
- Carbasea mediocris Hayward & Cook, 1979
- Carbasea meridionalis Liu, 1982
- Carbasea orientalis Liu, 1982
- Carbasea ovoidea Busk, 1852
- Carbasea pisciformis Busk, 1852
- Carbasea sinica Liu, 1982
- Carbasea solanderi Norman, 1903

- Carbasea pyriformis (Lamouroux, 1816) (taxon inquirendum)

Niet geaccepteerde soorten:
- Carbasea armata Busk, 1852 → Hoplitella armata (Busk, 1852)
- Carbasea bombycina Busk, 1852 → Onchoporella bombycina Busk, 1884
- Carbasea cribriformis Busk, 1852 → Retiflustra cornea (Busk, 1852)
- Carbasea cyathiformis MacGillivray, 1860 → Carbasea indivisa Busk, 1852
- Carbasea dissimilis Busk, 1852 → Bugularia dissimilis (Busk, 1852)
- Carbasea episcopalis Busk, 1852 → Euthyroides episcopalis (Busk, 1852)
- Carbasea horneri Kirchenpauer, 1869 → Flustra horneri (Kirchenpauer, 1869)
- Carbasea moseleyi Busk, 1884 → Onchoporoides moseleyi (Busk, 1884)
- Carbasea papyrea Pallas, 1766 → Chartella papyrea (Pallas, 1766)
- Carbasea pedunculata Busk, 1884 → Flustra pedunculata (Busk, 1884)
- Carbasea ramosa Jullien, 1888 → Flustra ramosa (Jullien, 1888)
- Carbasea rhizophora Ortmann, 1890 → Gregarinidra rhizophora (Ortmann, 1890)
- Carbasea sagamiensis Okada, 1921 → Terminoflustra sagamiensis (Okada, 1921)